# Lisanne de Witte
Lisanne de Witte (ur. 10 września 1992) – holenderska lekkoatletka specjalizująca się w biegu na 400 metrów.
W 2016 na igrzyskach olimpijskich w Rio de Janeiro wynikiem 3:26.98 ustanowiła rekord kraju w biegu sztafetowym 4 × 400 metrów. Zdobyła brązowy medal na Mistrzostwach Europy w Lekkoatletyce 2018 na dystansie 400 metrów. Zdobyła brązowy medal na Halowych Mistrzostwach Europy w Lekkoatletyce 2019 na dystansie 400 metrów. W 2022 i 2024 roku otrzymała złoty medal mistrzostw Europy w biegu sztafet 4 × 400 m.
Jej młodsza siostra Laura de Witte, także jest lekkoaletką specjalizującą się w biegu na 400 metrów.

## Rekordy życiowe
Stadion otwarty
- bieg na 400 metrów – 50,77 (Berlin 2018)[2]
- bieg na 800 metrów – 2:05,39 (Antwerpia 2013)
- sztafeta 4 × 400 metrów – 3:20,87 (Monachium 2022) – rekord Holandii

Halowe
- bieg na 400 metrów – 51,90 (Toruń 2020)
- sztafeta 4 × 400 metrów – 3:25,07 (Glasgow 2024)